# Бисентенарио (стадион, Сан-Хуан)
«Бисентенарио» (исп. Estadio San Juan del Bicentenario, Стадион Двухсотлетия) — футбольный стадион, расположенный в городе Сан-Хуан в Аргентине. Принимает матчи местного футбольного клуба «Сан-Мартин». В 2011 году был одним из стадионов, на которых проходили матчи Кубка Америки. Стадион вмещает 25 286 зрителей.

## Открытие
Стадион был открыт 16 марта 2011 года при участии губернатора провинции Сан-Хуан Хосе Луиса Хьохи, министра национального планирования Хулио де Видо, президента Ассоциации футбола Аргентины Хулио Грондоны и связывавшейся при помощи телевизионной связи президента Аргентины Кристины Фернандес де Киршнер.